# Typikon de Karyes

El Typikon de Karyes o typicón de Karyés (en serbio Карејски типик, Karejski tipik) es un typikon escrito en 1199 por San Sava para la celda de Karyés en el Monte Athos cuando todavía era un monje, y antes de convertirse en el primer arzobispo serbio.
También San Sava establecería las fundaciones monásticas serbias con otros typika como el typikon de Hilandar y el typikon de Studenica. El typikon de Karyes fue básicamente una traducción de un typikon ascético griego estándar con algunos cambios menores. Se convirtió también fuera del Monte Athos en un modelo para el monasticismo solitario o eremítico serbio. Es publicado junto con el Catálogo de manuscritos cirílicos del monasterio de Hilandar desde 1908.